# ファゴット
ファゴットは、ダブルリード（複簧）族の木管楽器の1つである。ドイツ式のファゴットに対して、フランス式はバソンと呼ばれる。ヘ音記号音域とテナー記号音域、時にはト音記号音域で演奏する。ファゴットは19世紀に現代的な形で登場し、オーケストラやコンサートバンド、室内楽作品で重要な位置を占める。ファゴットは、その独特の音色、幅広い音域、多彩な個性、俊敏さで知られている。現代ファゴットには、ビュッフェ式（フランス式）とヘッケル式（ドイツ式）の2種類が存在する。

## 概要
低音から中音部を担当し、低音域でも立ち上がりが速く、歯切れのよい持続音を出すことができる。楽譜は実音で記譜される。
16世紀中頃には使われていたといわれ、当初は2キーだったが、18世紀には3から4キーとなった。外観が似ているカータル（ドゥルシアンとも）という楽器が直接の祖先とする説が有力である。
多少鼻の詰まったような「ポー」という音が特徴であり、長い音程間での跳躍する動きや、おどけたような表現を得意としている。また、ダブルリード楽器の一般的特徴に漏れず、高音域になるにつれて音が小さくなり、低音域では大きくなる傾向を持つ。
演奏時にはストラップを用い、楽器を斜めに構えて吹く。ストラップは肩から掛けるもの、首から掛けるもの、襷状のもの、尻で敷いて楽器の底部に引っ掛けるもの（シートストラップ）などがある。
現在多く用いられているのはドイツ式の楽器であるが、フランス式の楽器もあり、日本ではバソンまたはバッソンと呼ぶことが多い。機構が単純であるため、音程が取りにくい、音量がドイツ式よりも小さいなどの難点もあるが、音色がホルンに近く表現がより豊かであるとされる。バソンは音量があまり大きくないことから、ベルリオーズのように1パートに2本重ねて4管として使われることが多い。
ファゴットよりさらに1オクターヴ低い音を出すコントラファゴット（ダブルバスーン）も、大規模な管弦楽編成や吹奏楽編成において使用されることがある。
ファゴットの演奏には大きな手とある程度の身長が必要なので、小さな子供が練習出来ることを主な目的として、ファゴットの完全4度、5度、1オクターヴ上の音を出すファゴッティーノ（別名クイントファゴットまたはテナルーン）も作られている。

## 語源
ファゴットは、ドイツ語名称 Fagott、イタリア語名称 fagotto に由来する。スペイン語とルーマニア語でも fagot である。fagot は「薪の束」を意味する古フランス語である。ドゥルシアンはイタリアで fagotto と呼ばれるようになった。
バスーンは英語の bassoon 由来であり、さらにフランス語の basson とイタリア語の bassone（basso に指大接尾辞 -one が付いたもの）に由来する。

## 特徴

### 音
ファゴットの音色は低音域では朗々とした音色、テナー音域では「歌うよう」と形容されることが多い。ベートーヴェンの『交響曲第4番』（スタッカート・パッセージ）やリムスキー＝コルサコフの『シェヘラザード』（叙情的なパッセージ）が有名である。

### 音域

ファゴットの音域
(A_{1}) B♭_{1}–E_{5} (A_{5})

(A1) B♭1–C5 (D5–G5)
ファゴットの音域はB♭1（中央ハの2オクターヴ下のハのすぐ下の変ロ、ヘ音記号で書かれた五線のすぐ下の音）から3オクターヴ強から4オクターヴ弱、おおよそト音記号で書かれた五線の上のG（G5）にまで及ぶ。
ほとんどのオーケストラやコンサートバンドのパートではC5またはD5より高い音が要求されることはめったにない。難しいことで有名なストラヴィンスキーの『春の祭典』のオープニングソロでさえもD5までしか上がらない。これよりも高音を出すことは可能であるが、書かれることはまずない。それは、こういった高音を出すのはリードの構造や振る舞いに依存して大抵は非常に骨が折れて難しいのに、いずれにせよコーラングレの同じ音高と音色は完全に同質であり、コーラングレの方が比較的容易にこの音域を出すことができるためである。最高音域はリードの奥の方を噛むなどのやや特殊な奏法が要求される。
フランス式ファゴット（バソンまたはバッソンとも）は極めて高い音域を出すのがより簡単であるため、フランス式ファゴットのために書かれたレパートリーには非常に高い音が含まれる傾向にある。しかし、フランス式のためのレパートリーをドイツ式で吹くことは可能であるし、その逆もしかりである。
他の木管楽器と同様に最低音は固定されているが、楽器に特別な拡張を加えることでA1まで出すことができる。マーラーなどの楽曲において、最低音の半音下のこのイ音（A1）が要求される事があり、対処として1オクターヴ上のイ音を演奏する他に、延長管をベルに取り付けて音域を下に広げる事もある。また、イ音が演奏できる長いベルジョイントと交換できるものもある。近代に入り奏法や運指、リードや楽器自体の発展により演奏可能な音域が高音に広がっている。
主要な音孔の音高は他の非移調楽器の木管楽器よりも5度低い（実質的にはイングリッシュホルンの1オクターブ下）が、ファゴットは非移調楽器であり、実際に出る音程で記譜される。

### 音響学
ファゴットの主フォルマントは500 Hzであり、2次的フォルマントはおよそ1150、2000、および3500 Hzの領域にある。したがって、ファゴットの音色は母音の「オ」に似ている。主フォルマントより下では、音響出力スペクトルはおよそ8 db/オクターブ低下するため、基音は低音域で相応に弱い。
ファゴットの音響学、特にその放出特性は、詳細な科学研究の対象となってきた。音響カメラを使った実験では、矢状面では音の放出にほとんど違いないが、横断面では非常に不規則であることが明らかにされた。低周波数では、音は基本的に全方向に放出されるのに対して、高周波数はより指向性が強い

### 音量
ファゴットはおよそ33 dBのダイナミックレンジを有する。楽器から10メートルの距離ではピアニッシモはおよそ50 db、フォルテッシモはおよそ83 dBに達する。

## 構成

ファゴットの部位

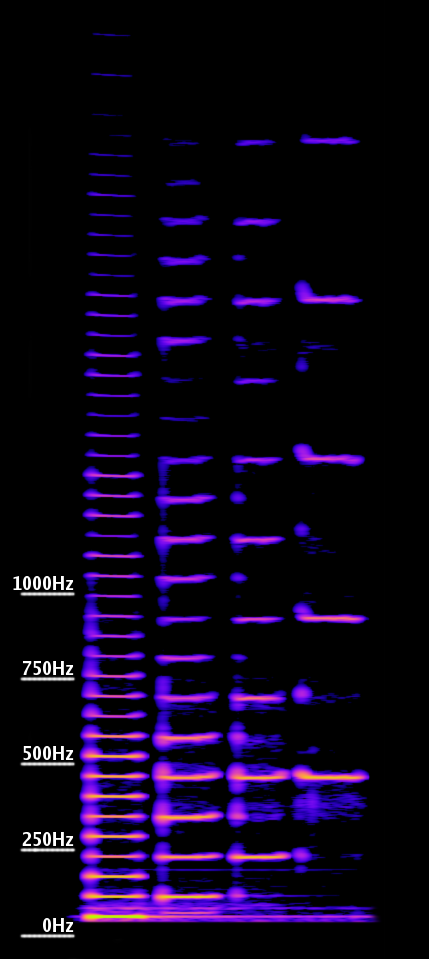
4つのオクターブにおけるファゴットのB♭のスペクトログラム。

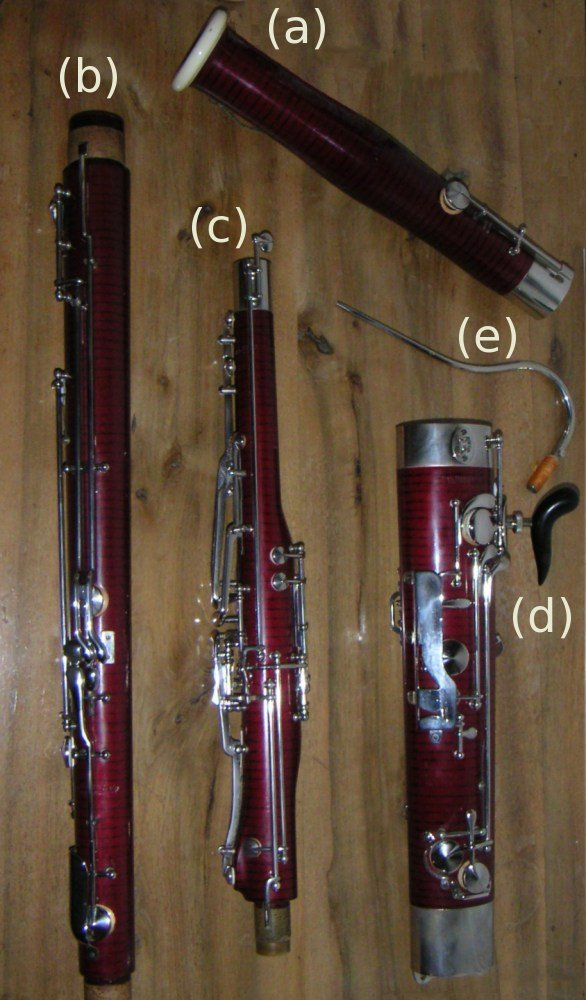
分解されたファゴット

ファゴットは6つの主要な部品に分解できる（リードを含む）。上に向かって拡がっているベル（左図中の6および右下図中のa、以下同じ）; ベルとブーツをつなぐバスジョイント（ロングジョイントとも，5およびb）; 楽器の底部に位置し楽器を折り曲げるブーツ（バット、ダブルジョイントとも，4およびd）; ブーツからボーカルまで延びるウィングジョイント（テナージョイントとも，3およびc）; そしてウィングジョイントにリードに取り付けるための湾曲した金属製の管であるボーカル［クルック（曲がった部分、の意味）とも。吹き口］（2およびe）；そしてリード（1、e左端に取り付ける）である。
ベルジョイントの先端部は、大きく分けて「ジャーマンベル」と「フレンチベル」という2種類の形状が存在し、外見上の特徴となっている。「5ピースモデル」（別名 ジェントルマンシステム）という、コンパクトに収納できるモデルもある。組み立てたときの高さは135 cm前後であるが、長い管を二つ折りにした構造の楽器なので、管の総延長はおよそ260 cmに達する。

### 構造
ファゴットのボアは円錐形（オーボエやサクソフォーンのボアと同様）であり、ブーツジョイントの2つの隣接したボアはU字形の金属製連結部によって楽器の底部で連結されている。ボアと音孔はどちらも精密に機械加工されており、それぞれの楽器は適切な調整のために手で仕上げされている。ファゴットの管壁はボアに沿った様々な場所でより厚くなっている。この管壁が厚くなった場所で音孔はボアの軸に対してある角度をなして（斜めに）空けられており、これによって外側の音孔間の距離が短縮されている。これによって、平均的な大人の手の指によって音孔を抑えることができるように工夫されている。現在の楽器では、伝統的な音色を失わない程度に合理的な位置に穴を開け、複雑なキー機装置によって指の届かない音孔の開閉を行っている。キー機構は楽器の全長近くにわたり、キーの数は30前後とかなり多い。ファゴットの全高は1.34メートルに及ぶが、管が二重に折り曲げられていることを考えると鳴っている全長は2.54メートルである。若いあるいは小さい奏者のために作られた短いファゴットも存在する。

### 材質
現代の初心者用ファゴットは一般的にカエデ製であり、セイヨウカジカエデやサトウカエデといった中程度の硬さのものが好まれる。より安価なモデルはポリプロピレンやエボナイトといった材質でも作られる。これらは主に学生および屋外用である。金属製ファゴットは過去に作られたが、1889年以降は主要な製造業者によって生産されていない。

### リード

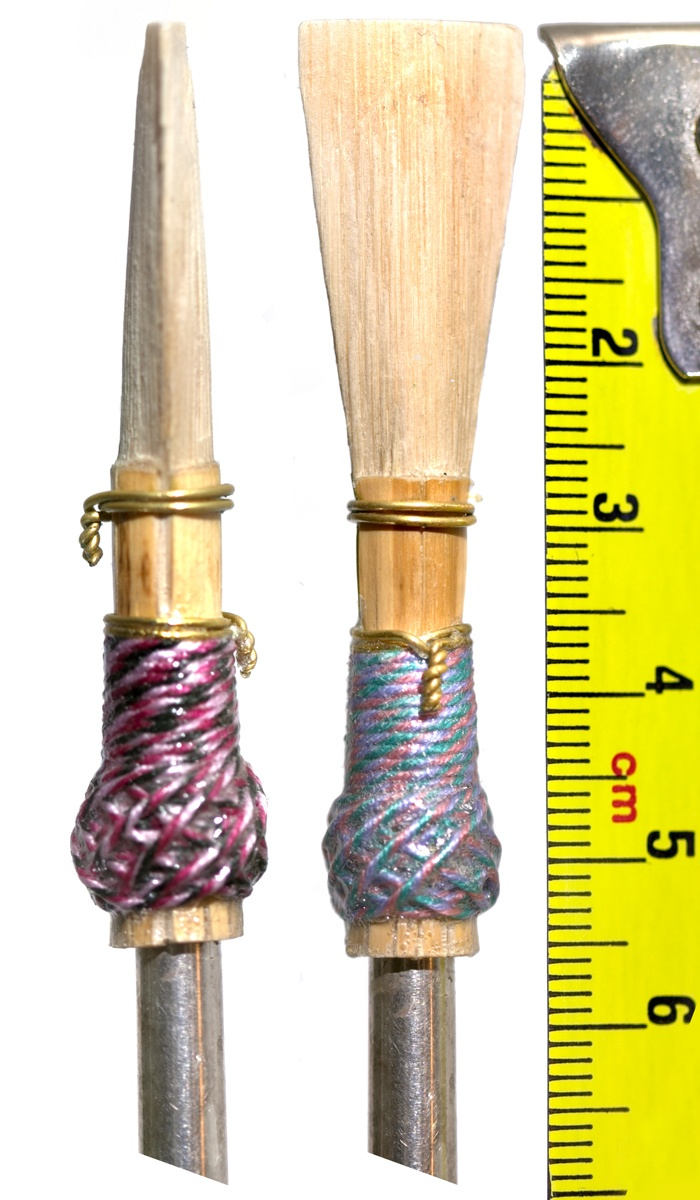
ファゴットのリードは通常長さ約5.5センチメートルで糸が巻き付けられている。

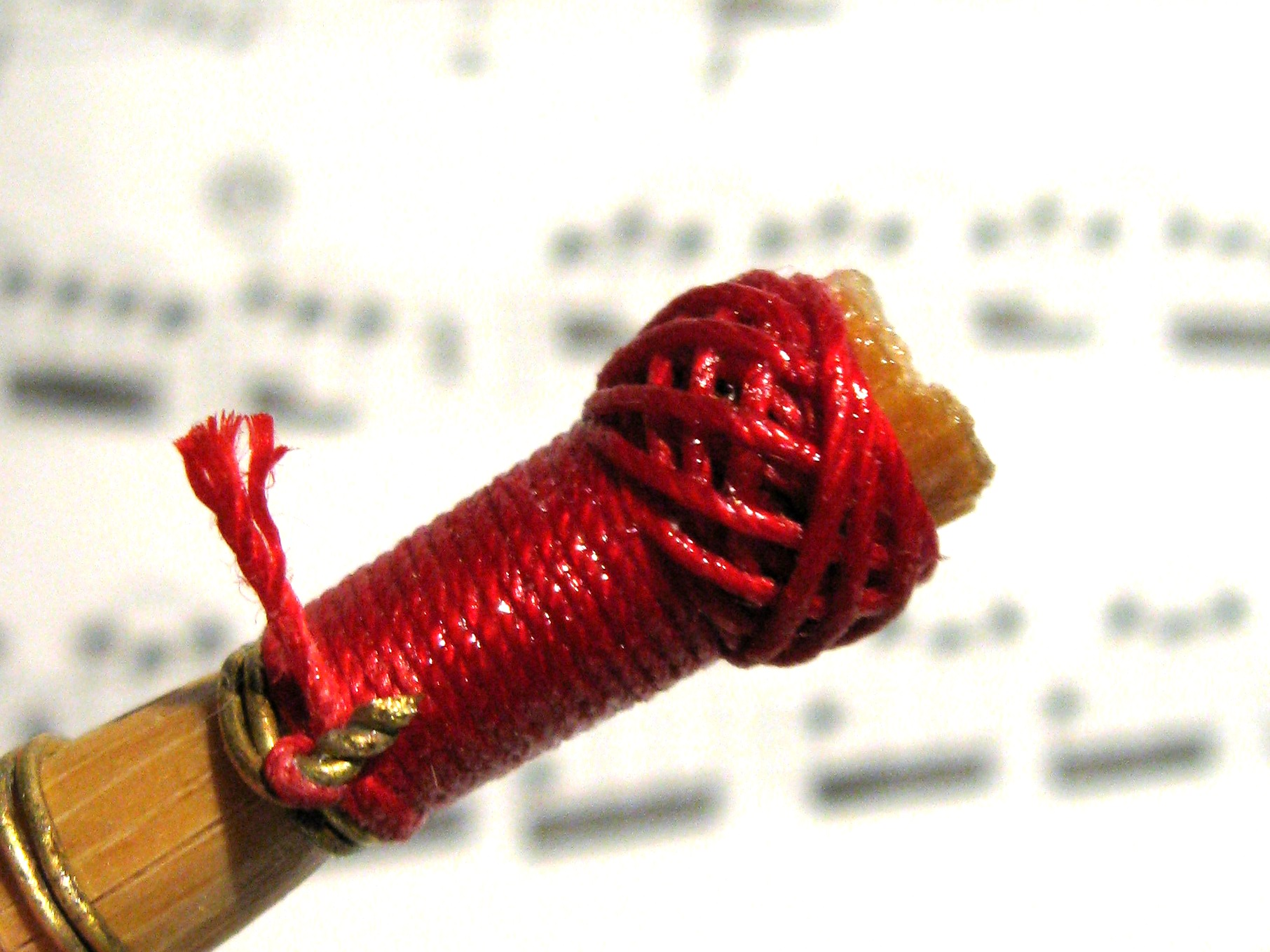
リードの基部周りの縛りの詳細。

リード製作の技は数百年間にわたって実践されてきており、知られている最初期のリードの一部はファゴットの前身であるドゥルシアンのために作られていた。現在のリード製作の方法は一連の基本的手法から成る。しかしながら、個々のファゴット奏者は自分の演奏スタイルに特別合致するように自分のリードの製作まで自分で行う。市販されているリードに関しては、多くの会社および個人があらかじめ作られたリードを販売しているが、奏者は自身の演奏スタイルに合うように購入したリードを調整する必要を感じることが多い。
現代のファゴットのリード（ダンチクの茎から作られる）は奏者自身が製作することが多いものの、初心者のファゴット奏者はリード製造会社からリードを購入したり、教師によって作られたリードを使用する傾向にある。リード作りはまず、節から節までの長さの茎（ケーン）をケーンスプリッターと呼ばれる道具を使って3つあるいは4つに縦割りする。次にケーンは余分な部分が切り取られ（トリミング）、望ましい厚さに削られる（ガウジング）。この時皮は付いたままである。水に浸した後、ガウジングされたケーンは適切な形状に切り取られ（カッティング）、皮側から削っていくことで望ましい厚さまで薄くされる（プロファイリング）。これはやすりを使って手作業で行うことができる。さらに頻繁には、機械やこの目的のために設計された道具を使って行われる。プロファイリングされたケーンは再び水に浸された後、中央で半分に折り曲げられる。浸す前に、リード製作者はナイフを使って皮に平行線を軽く刻んでいるだろう。これによって、形成段階でケーンが円筒状をとるようになる。
次に、最終的な形成過程を手助けするために真鍮製針金を1重、2重、または3重に巻き付けて（あるい輪っかで）縛る。これらの輪の正確な位置はリード製作所によって幾分違いがある。次に、縛られたブランクリードを保護するために太い綿またはリネンの糸を巻き付け、円錐形の鉄製マンドレル（火で炙ることもある）を2枚のブレードの間にすばやく挿入する。特殊な1対のペンチを使って、リード製作者はケーンを押し付け、マンドレルの形状に一致させる（加熱されたマンドレルによって生成される蒸気によりケーンは永続的にマンドレルの形状をとるようになる）。このようにして作られた空洞の上部は「スロート」（喉）と呼ばれ、その形状はリードの最終的な演奏特性に影響を与える。下部のほとんど円筒形部分はリーマーと呼ばれる特殊な道具を使って穴を広げられる。これによってリードがボーカルに適合するようになる。
リードが乾燥された後、針金はリードの周りに締め付けられるか（乾燥によってリードが縮むため）、完全に交換される。下部は密封され（Ducoといったニトロセルロースベースの接着剤を使うことができる）、次にリードの底部から空気が漏れないように、そしてリードがその形状を維持するように糸を巻き付ける（ラッピング）。ラッピング自身もDucoまたは透明マニキュア液で密封されることが多い。アマチュアのリード製作者はラッピングとして絶縁用テープを使うこともできる。ラッピングの膨らみは「トルコ人の頭（Turk's head）」と呼ばれることがある。この部分はリードをボーカルに挿入する際に便利なハンドルとして機能する。近年、より多くの奏者が時間と手間のかかる糸ではなく、より現代的な熱収縮性チューブを選んでいる。糸によるラッピング（十字模様の巻き付け方のため一般に「ターバン」と呼ばれる）は市販されているリードでは今でもより一般的である。
仕上げのため、ブランクリードの末端の折り曲げられた（前はケーンの中心だった）部分が切り落とされ、開口部が作られる。最初の針金より上のブレードの長さはおおよそ27 - 30ミリメートルとなる。演奏するためには、ナイフを使って先端にわずかな傾斜を作らなければならないが、専用の機械も存在する。リードの硬さ、ケーンの性状、奏者の要求に応じてリードナイフを使ったその他の調整が必要かもしれない。リードの開きも1つ目あるいは2つ目の針金をペンチで絞ることによって調整する必要があるかもしれない。リードのバランスを取るため、側面（チャネル）あるいは先端から余分な材質が取り除かれるかもしれない。さらに、もし低音の "E" のピッチが低い場合、非常に鋭利な鋏を使ってリードを1 - 2ミリメートル刈り取る（クリッピング）必要があるかもしれない。

## 歴史

### 起源

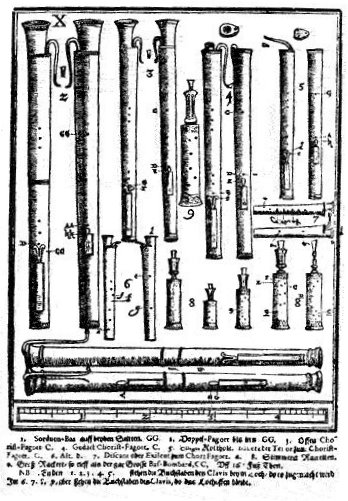
ドゥルシアンとランケット。ミヒャエル・プレトリウス『音楽大全』より。

音楽史家は一般的に、ドゥルシアンを現代ファゴットの前身であると考えている。これは、2つの楽器が金属製クルック（ボーカル）に差し込まれたダブルリード、斜めに空けられた音孔、二重に折り曲げられた円錐形ボアなど多くの特徴を共有しているためである。ドゥルシアンの起源ははっきりとしないが、16世紀中葉までにはソプラノからグレートバスまで8つもの異なるサイズで利用可能だった。ドゥルシアンのフルコンソート（合奏団）は珍しかった。ドゥルシアンの主要な機能は、当時の典型的な管楽器合奏（音量の大きなショームあるいは小さなリコーダー）に低音を提供するためだったようである。これは、要求に合わせて強弱を変化させる素晴らしい能力を示している。それ以外の点では、8つの音孔と2つのキーを持つドゥルシアンの技法はかなり原始的であり、これは限られた数の調でしか演奏できなかったことを示している。
状況証拠は、バロックファゴットが、古いドゥルシアンの単純な改良というより、むしろ新たに発明された楽器だったことを示している。ドゥルシアンはただちには取って代わられず、バッハらによって18世紀になっても使い続けられた。そして、おそらく互換性の理由により、この時点から後のレパートリーはドゥルシアンの狭い音域を越える可能性は極めて低い。真のファゴットを開発したのは、マルタン・オトテール（1712年死去）である可能性が高い。オトテールは3つの部分からなるflûte traversière（横笛）およびhautbois（オートボア。バロック・オーボエ）を発明した人物かもしれない。1650年代のある時期に、オトテールが4つの部位（ベル、ベースジョイント、ブーツ、ウィングジョイント）に分かれるファゴットを考案したとする歴史家もいる。この構成によって、一体型のドゥルシアンと比較してボアを機械加工する際の精度が大きく向上した。オトテールはまた2つのキーを追加することによって、音域をB♭まで下に拡張した。別の見方では、オトテールは初期ファゴットの開発に携わった数人の職人の一人であったとされる。これには、オトテール家の他の人物や同時期に活動していたその他のフランスの職人が含まれていたかもしれない。この時代の最初のフランスのファゴットは現存していないが、もし現存していたとしたら、1680年代のヨハン・クリストフ・デンナーとリヒャルト・ハカの現存する最も古いファゴットに似ている可能性が高いだろう。1700年頃には4つ目のキー（G♯）が追加された。アントニオ・ヴィヴァルディ、バッハ、ゲオルク・フィリップ・テレマンといった作曲家たちが要求の厳しい音楽を書いたのはこの種の楽器のためであった。低いE♭のための5つ目のキーは18世紀の前半の間に追加された。4キーおよび5キーバロック・ファゴットの著名な製作者には、アイヒェントプフ（J.H. Eichentopf, 1678年頃 – 1769年）、ペルシュマン（J. Poerschmann, 1680年 – 1757年）、トーマス・ステンズビーJr（1668年 – 1734年）、シェラー（G.H. Scherer, 1703年 – 1778年）、Prudent Thieriot（1732年 – 1786年）がいる。

### 現代の形態
19世紀に入ると、楽器や演奏者の能力に対する要求が高まり、特に大規模なコンサートホールでは大きな音量が要求され、技巧的な作曲家・演奏家が台頭してきたことが、さらなる洗練に拍車をかけた。製造技術と音響学の知識の両方が洗練され、楽器の演奏性が大幅に向上した。
現代のファゴットには、ビュッフェ（フランス）式とヘッケル（ドイツ）式の2つの主要な形式がある。世界のほとんどの国でヘッケル式が演奏されているのに対して、ビュッフェ式は主にフランス、ベルギー、ラテンアメリカの一部で演奏されている。他にもガランドロノームなど、数多くの種類のファゴットが様々な楽器メーカーによって製作されてきた。英語圏ではヘッケル式が普及しているため、英語で現代ファゴットといえば常にヘッケル式を意味し、ビュッフェ式が登場する場合はそのように明示される。

#### ヘッケル（ドイツ）式

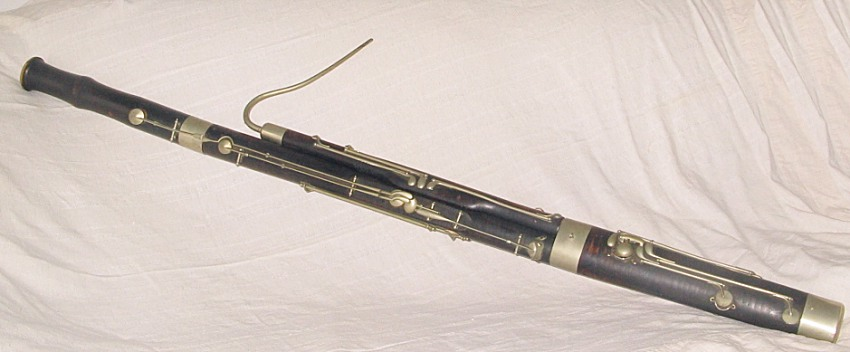
ヘッケル式ファゴット、1870年製。

現代ファゴットの設計は、演奏家、教師、作曲家であったカール・アルメンレーダーによるところが大きい。ドイツの音響研究家ゴットフリート・ウェーバーの協力を得て、アルメンレーダーは4オクターブの音域を持つ17キーのファゴットを開発した。アルメンレーダーのファゴットへの改良は、1823年に書かれた論文から始まった。この論文には、キーを補強したり、配置を変えたりすることで、イントネーション、応答性、演奏の技術的な容易さを向上させる方法が書かれている。続く複数の論文で、彼の着想がさらに発展した。ショット社での雇用は、これらの新しい設計に沿って楽器を製作し、試験する自由を与え、アルメンレーダーはその成果をショット社の社内報である Caecilia に発表した。アルメンレーダーは1846年に死去するまで楽器の発表と製作を続け、ベートーヴェンもこれらの論文のことを聞いて、新しく作られた楽器の一つを所望した。1831年、アルメンレーダーはショット社を退職し、パートナーのヨハン・アダム・ヘッケル と自身の製造所を始めた。
ヘッケルとその子、孫はファゴットの洗練化を続け、彼らの楽器が標準となり、他の製作者もそれに続いていった。ヘッケルの楽器は、その優れた歌声の質（アルメンレーダーの楽器の主な欠点の一つの改良）のために、改良ウィーン式、ベーム式ファゴット、アドルフ・サックスの父シャルル＝ジョゼフ・サックスによって考案された完全にキー機構化された楽器と競合していた。F.W. Kruspeは1893年に後発の試みとして運指の改革を試みたが、流行しなかった。他にも、24キーのモデルやシングルリードのマウスピースなど楽器の改良が試みられたが、いずれも音色に悪影響を与え、断念された。
20世紀に入ると、ヘッケル式のドイツ製ファゴットがこの分野を席巻した。ヘッケル自身も20世紀に入る頃には1,100本以上の楽器を製造していた（シリアルナンバーは3,000本から）。イギリスのメーカーの楽器は交響楽団の音高の変化に対応するためもはや好まれなくなったが、主に軍楽隊で使用され続けた。

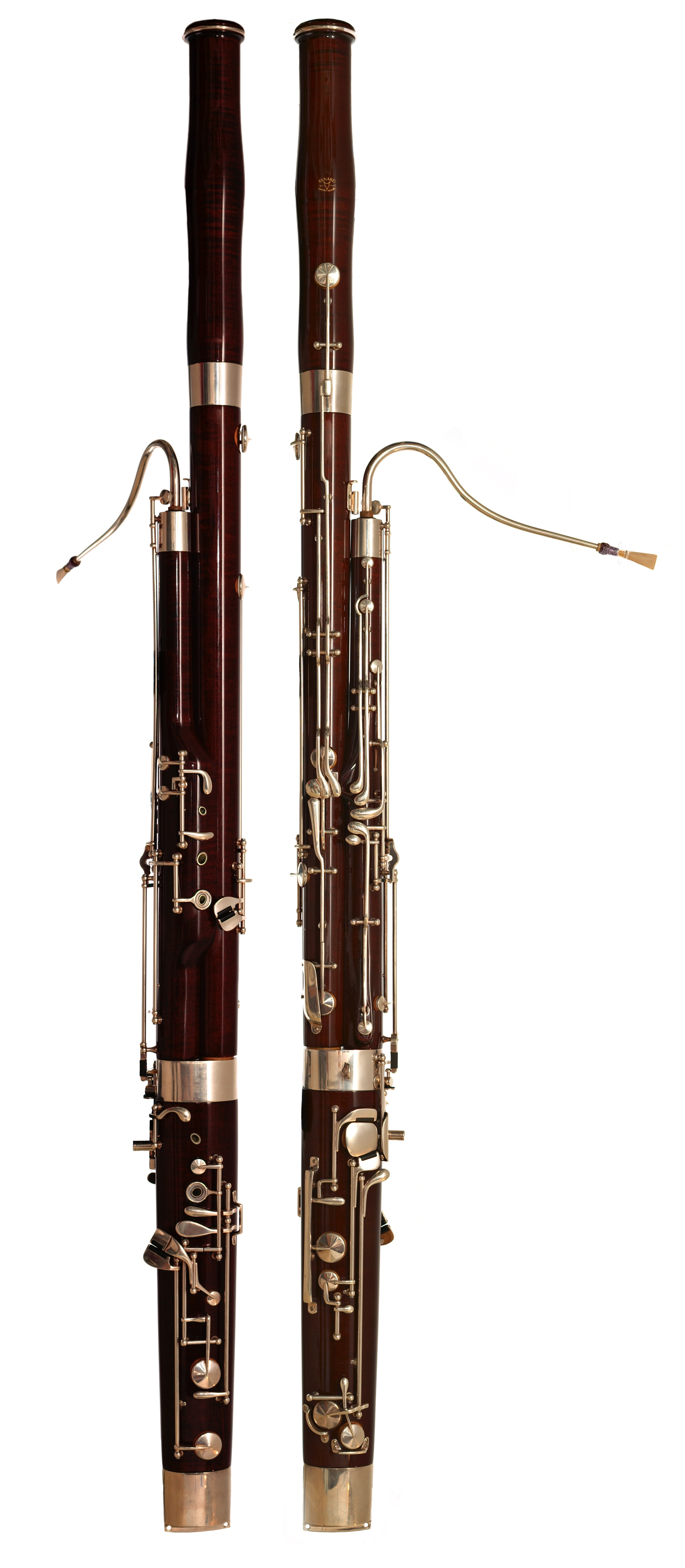
Fox model 220ファゴット

1940年代の短い戦時中のボールベアリング製造への転換を除いて、ヘッケル社は現在まで継続して楽器を製造している。ヘッケルのファゴットは多くの人によって最高であると見なされている。他のメーカーからもヘッケル式の楽器がいくつか出ているものの、どれも演奏特性が微妙に異なる。
ファゴットの機構は、現代の木管楽器のほとんどと比較して原始的であるため、メーカーは時折ファゴットを「再発明」しようと試みてきた。1960年代、ジャイルズ・ブリンドリーは「ロジカル・バスーン」と呼ばれるファゴットの開発に着手した。このファゴットは、電気的に作動する機構を用いて、人間の手では複雑すぎるキーの組み合わせを可能にし、イントネーションと音色の均一性を向上させることを目的としていた。ブリンドリーのロジカル・ファゴットは市販されることはなかった。

#### ビュッフェ（フランス）式
ビュッフェ式ファゴットは、ヘッケルよりも幾分早く基本的な音響特性を獲得した。その後、より保守的な形で発展を続けた。ヘッケル式ファゴットの初期の歴史には音響学とキー機構の両面で楽器の全面的な見直しが含まれていたが、ビュッフェ式の開発は主にキー機構の段階的な改良から成っていた。この必要最低限度の取り組み方によって、ヘッケル式に見られるイントネーションの一貫性、操作のしやすさ、パワーの向上は得られなかったが、ビュッフェ式の方が声質や表現力に優れていると考える者もいる。指揮者のジョン・フォウルズは、ヘッケル式ファゴットはホルンとの音の同質性が高すぎると考え、ヘッケル式が優勢であることを1934年に嘆いた。現代のビュッフェ式は22のキーを持ち、その音域はヘッケル式と同じであるが、ビュッフェ式の方が高音域での機能性が高く、はるかに簡単にかつ空気抵抗も少なくE5とF5に到達する。
ヘッケル式と比較して、ビュッフェ式はより細いボアとより単純な機構を有しており、多くの音について異なる、しばしばより複雑な運指が要求される。ヘッケル式とビュッフェ式の持ち替えには大がかりな再訓練が必要である。フランスの木管楽器の音色は一般に他に比べて声質が高く、ある程度の「エッジ」を持っており、ビュッフェ式ファゴットも例外ではない。この音はビュッフェ式ファゴットのための作曲に効果的に利用されているが、ヘッケル式の音色に比べると、他と溶け合う傾向は低い。他のファゴットと同様に、楽器、リード、演奏者によって音色は大きく異なる。劣った奏者の手では、ヘッケル式ファゴットは平坦で木のような（硬い）音がするかもしれない、優れた奏者は、生き生きとした歌うような音色を奏でることができる。逆に、下手に演奏されたビュッフェ式はうなり声や鼻声のように鳴るが、優れた奏者は暖かく表情豊かな音を奏でることができる。
イギリスはかつてフランス式を好んでいたものの、ビュッフェ式の楽器はもう作られておらず、フランス式の最後の著名なイギリス人奏者は1980年代に引退した。ただし、一部の地域で継続的に使用され、その独特の音色により、ビュッフェ式は、特に発祥地のフランスで、現代のファゴットの演奏において引き続き地位を占めている。現在、ビュッフェ式ファゴットは、ビュッフェ・クランポンとアトリエ・デュカス（フランス、ロマンヴィル）によってパリで製作されている。セルマー社は2012年頃にフランス式ファゴットの製造を中止した。

## 合奏での使用

### 初期
オーケストラが、低音を補強するため、そしてダブルリードグループ（オーボエおよびタイユ）の低音としてファゴットを初めて使用した。バロック期の作曲家ジャン＝バティスト・リュリと彼の「Les Petits Violons」は16人編成（後に21人編成）のアンサンブルにおいて弦楽器と共にオーボエとファゴットを含んでいた。これは新たに考案されたダブルリード族を取り入れた初めてのオーケストラの1つであった。アントニオ・チェスティは1668年のオペラ『黄金のりんご』にファゴットを取り入れた。しかしながら、コンサートオーケストラにおけるファゴットの使用は、17世紀後半にダブルリードが標準的な楽器編成に取り入れられるようになるまでは、散発的なものだった。これは、オートボワ（バロック・オーボエ）がフランス以外の国に広まったことによるところが大きい。ファゴットが通奏低音楽器として使用されるようになったことで、まずはフランス、その後イタリア、ドイツ、イギリスのオペラ・オーケストラでも使用されるようになった。 一方、ジョゼフ・ボダン・ド・ボワモルティエ、ミシェル・コレット、ヨハン・エルンスト・ガリアール、ヤン・ディスマス・ゼレンカ、ヨハン・フリードリヒ・ファッシュ、テレマンなどの作曲家は、ファゴットのために要求の厳しい独奏曲や合奏曲を書いた。アントニオ・ヴィヴァルディは、ファゴットを37の協奏曲で取り上げ、ファゴットの名声を高めた。
18世紀半ばまでは、オーケストラにおけるファゴットの役割は、まだほとんどが連続奏法楽器としての役割に限られていた。ロココ時代初期から、ヨーゼフ・ハイドン、ミヒャエル・ハイドン、ヨハン・クリスティアン・バッハ、ジョヴァンニ・バッティスタ・サンマルティーニ、ヨハン・シュターミッツといった作曲家たちは、ファゴットがベースラインを二重にするための単なる機能ではなく、ファゴットの独特の色を利用したパートを盛り込んだ。ファゴットのために完全に独立したパートを持つオーケストラ作品は、古典期までは一般的ではなかった。ヴォルフガング・アマデウス・モーツァルトの『ジュピター』交響曲はその代表的な例で、第1楽章に有名なファゴットの独奏がある。現在の慣習と同様に、ファゴットは一般的に2本のペアで演奏されていたが、有名なマンハイム管弦楽団では4本を重ねていた。
古典期のファゴットは、オーボエ、ホルン、ファゴットの各ペアで構成される室内合奏団「ハルモニー」においてもう一つの重要な用途があった。ハルモニーはドイツやオーストリアの貴族が個人的な音楽制作のために維持していたアンサンブルで、フルオーケストラの代わりとして費用対効果の高いものであった。ハイドン、モーツァルト、ルートヴィヒ・ヴァン・ベートーヴェン、フランツ・クロンマーなどがハルモニーのためにかなりの量の曲を書いた。

### 後期・現代アンサンブル
古典派後期の近代的な管楽器セクションの形成、特にバセットホルンの代わりにより小型のクラリネットが優勢になったことで、管楽器セクションでは高音木管楽器が優勢となり、バスクラリネットといった低音の補助楽器はまだ含まれていなかった。したがって、管楽器セクションのためのスコアリングは、ファゴットはしばしばベートーヴェンの交響曲のコラールでのように、バスとテナーの両方としての機能を持たせた。このように、ファゴットは古典派時代からロマン派時代にかけて、低音としての機能を維持しながらも、特にソロでは叙情的なテナーとしても使用されるようになった（弦楽器におけるチェロの扱いに幾分沿っている）。この時期にコントラバスーンが導入されたことで、ホルンのより低音部を使った作曲や金管の低音部の拡張とともに、ファゴット（特に首席奏者）が低音としての役割を果たす必要性も緩和された。この頃から楽器の機構がますます洗練されてきたことで、より高い音高をより容易に、より表現力を持って出せるようになり、オーケストラの作曲でもファゴットのソロが頻繁に組込まれるようになった。
ロマン派の時代に完全に確立された現代交響楽団では、通常2本のファゴットが必要とされ、3人目がコントラバスーンを演奏したりあるいはコントラバスーンを重ねたりすることが多い。作品によっては4人以上の奏者が必要な場合もあるが、これは通常、より大きな力と多様性のためである。1人目の奏者は、ソロのパッセージ（走句）を演奏するために頻繁に要求される。ロマン派以降の様式では、ファゴットの幅広い特徴による多用途性によって、作曲家や国の文化、そしてどう使うかという見解に応じて、多様な様式で曲に組み込まれた。ファゴットは、モーリス・ラヴェルの『ボレロ』といった叙情的な役、チャイコフスキーの交響曲といった声楽的（かつしばしば哀調を帯びたあるいは物憂げな）役、ショスタコーヴィチの9番でのような苦悩に満ちた哭声、『ピーターと狼』のおじいさんの主題のようなより滑稽な個性、『幻想交響曲』の後ろの楽章でのような不吉で暗い役などに使われてきた。
その俊敏性から、『フィガロの結婚』序曲の有名なランニングライン（ヴィオラとチェロとの重奏）といったパッセージに適している。オーケストラにおけるファゴットの役割はロマン派時代からほとんど変化していない。バスおよびテナーとしての一般的な役割が主で、20世紀の拡張したテッシトゥーラでは時にはアルト（カウンターテナー）音域も担う。ファゴットはしばしばチェロパートやコントラバスパートと重ねられ、フレンチホルンと一緒に和声を支える。

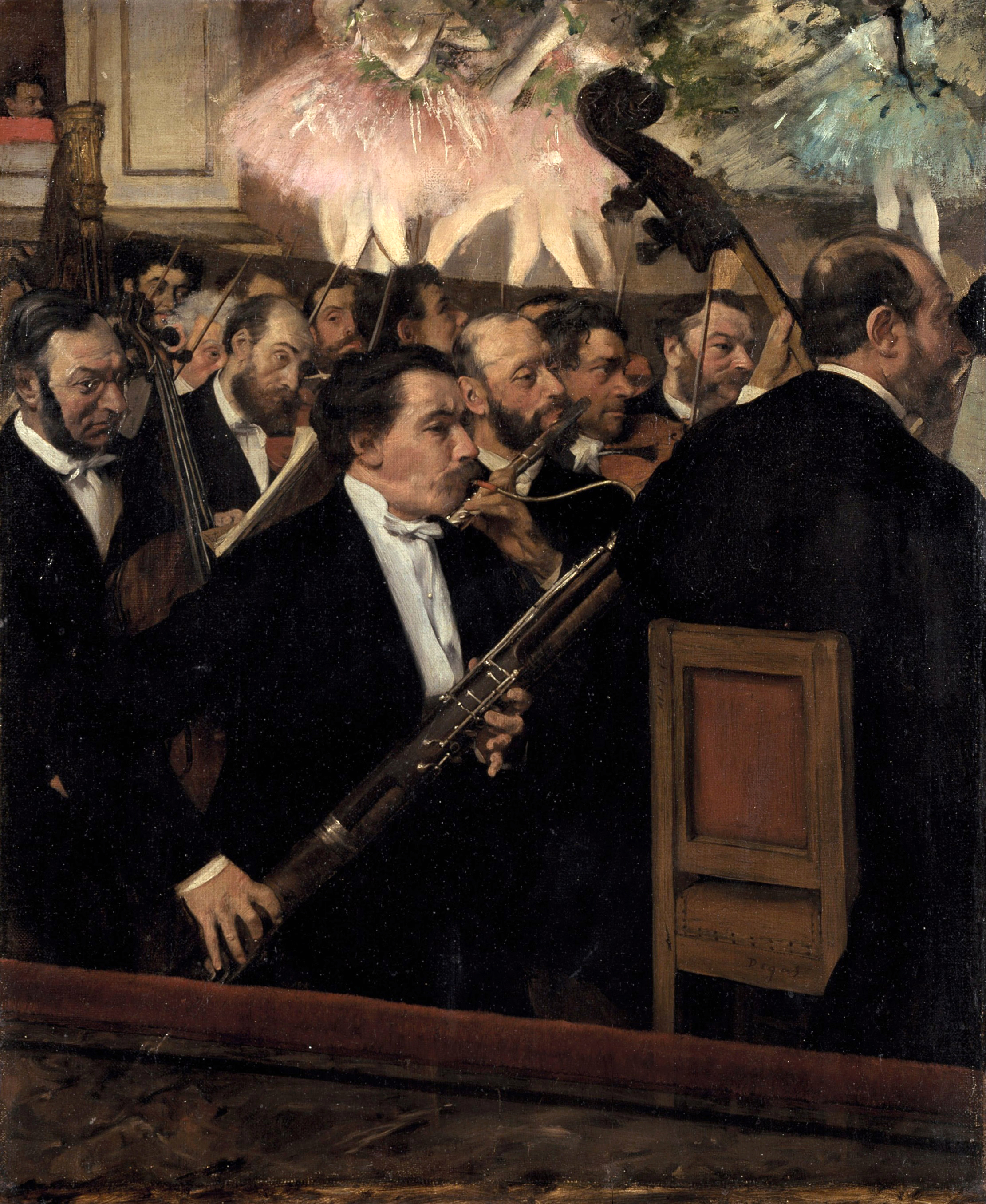
エドガー・ドガ『オペラ座のオーケストラ L'Orchestre de L'Opera』（1868年）

ウインド・アンサンブルは大抵2本のファゴットと時にはコントラファゴットを含み、それぞれが独立したパートを担う。より大編成のウインド・アンサンブルでは、ファーストファゴットおよびセカンドファゴットをそれぞれ複数の奏者が担当する。より単純な編成では、ファゴットは1パートのみ（複数の奏者のユニゾンで演奏されることもある）で、コントラファゴットパートはない。コンサート・バンドにおけるファゴットの役割はオーケストラにおける役割と似ているが、編曲が厚い時は、音域が重なる金管楽器に隠れて聞き取れないことも多い。ハーバート・オーエン・リードの『メキシコの祭り』はファゴットを目立つ形で取り上げているマルコム・アーノルドの『4つのスコットランド舞曲』の吹奏楽編曲版も同様であり、この曲はコンサート・バンドの定番曲となっている。
ファゴットは、フルート、オーボエ、クラリネット、ホルンとともに、標準的な管楽五重奏の一部である。他の木管楽器との様々な組み合わせで演奏されることも多い。リヒャルト・シュトラウスの『二重小協奏曲』では、ファゴットをクラリネットを協奏曲楽器として組み合わせている。また、「リード五重奏」と呼ばれるアンサンブルにもファゴットが使われる。リード五重奏は、オーボエ、クラリネット、サクソフォーン、バスクラリネット、ファゴットで構成される。このような小編成のアンサンブルでは、ファゴットの低音機能がより求められるが、（ファゴットのトップオクターブと低音域のホルン編成がより頻繁に採用されるようになった）20世紀以降のレパートリーでは、ファゴットの編成では、『夏の音楽』のような基礎となる作品に見られるように、より小型の木管楽器と同じ俊敏さで（そして多くの場合、同じ音域で）演奏することが求められることがある。
ファゴット四重奏も近年人気を集めてきた。ファゴットは音域が広く、音色のバリエーションが豊富なので、同種楽器とのアンサンブルに適している。ピーター・シックリーの『バイロイトの最後のタンゴ』（『トリスタンとイゾルデ』の主題に因む）は人気のある作品である。シックリーの架空の分身であるP. D. Q. バッハの四重奏曲『Lip My Reeds』では、よりユーモラスな側面を利用しており、ある場面ではリードだけで演奏することが要求される。また、第4ファゴットパートの前奏部の最後に低いAが要求される。この曲は、第1ファゴットが演奏しないように書かれている。その代わり、第1ファゴット奏者の役割は第4ファゴットのベルに延長管を付け、その音を演奏できるようにすることである。

### ジャズ
ファゴットはジャズ楽器として使われることは少なく、ジャズバンドの中で見かけることはほとんどない。ファゴットはポール・ホワイトマンのグループやアレック・ワイルダーの独特な八重奏団、その他いくつかの他のセッションにおける特別な要求を含めて、1920年代にジャズアンサンブルに登場し始めた。 その後数十年は、シンフォニックジャズの人気が低下したため、ファゴットは散発的にしか使われなくなったが、1960年代にはユセフ・ラティーフやチック・コリアといったアーティストがファゴットをレコーディングに取り入れた。ラティーフの多様で折衷的な楽器編成は、ファゴットを自然な追加と見た［例: 『The Centaur and the Phoenix』（1960年）では、6人編成のホーンセクションの一部としてファゴットを使用した］。それに対して、コリアはファゴットとフルート奏者のヒューバート・ロウズ組み合わせて使用した。
より最近では、イリノイ・ジャケー、レイ・ピツィ、フランク・ティベリ、マーシャル・アレンが自身のサクソフォーンの演奏に加えてファゴットを重ねた。バスーン奏者・フリー・ジャズのパフォーマーであるカレン・ボルカはファゴットのみを演奏する数すくないジャズミュージシャンの1人である。その他にはマイケル・ラビノヴィッツ、スペインのファゴット奏者ハビエル・アバド、ジェームズ・ラッセンらがいる。キャサリン・ヤングはアンソニー・ブラクストンのアンサンブルでファゴットを演奏している。リンジー・クーパー、ポール・ハンソン、ブラジルのファゴット奏者アレクサンドル・シルベリオ、トレント・ジェイコブズ、ダニエル・スミスも現在ジャズでファゴットを使用している。フランス人ファゴット奏者のジャン＝ジャック・デクルー とアレクサンドル・ウズノフ は、ビュッフェ式の楽器の柔軟性をうまく利用してジャズを録音している。

### ポピュラー音楽

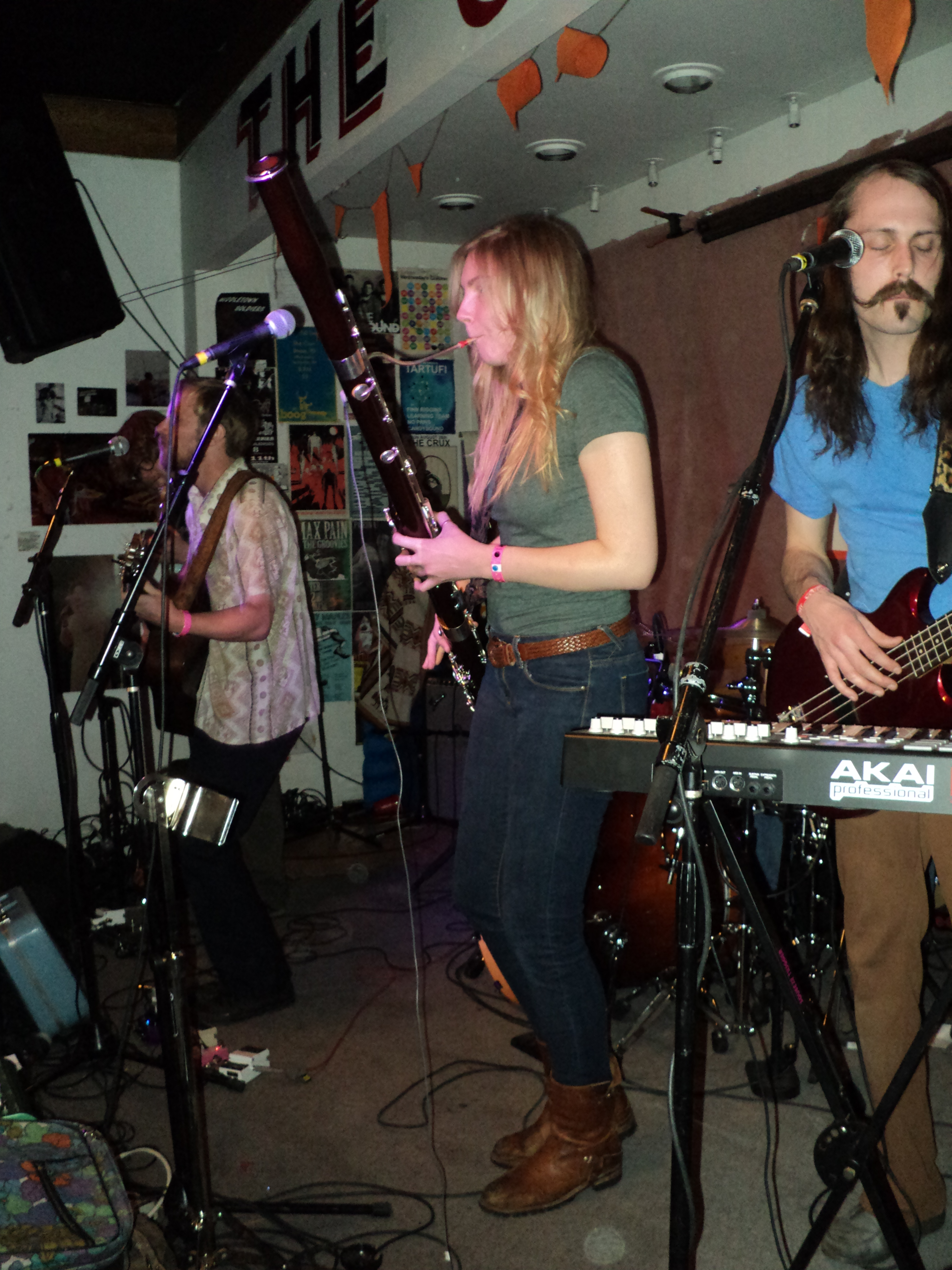
コンテンポラリー・クインテットEdmund Wayneの演奏（ツリーフォート・ミュージック・フェストにて）。

ファゴットはロックバンドのレギュラーメンバーとしてはさらに珍しい。しかしながら、1960年代のポップ・ミュージックのヒットはファゴットを取り入れている。例えばスモーキー・ロビンソン・アンド・ザ・ミラクルズによる『The Tears of a Clown』（ファゴット奏者はCharles R. Sirard）、ドノヴァンによる『Jennifer Juniper』、ハーパース・ビザールによる『59番街橋の歌』、ザ・ニュー・ヴォードヴィル・バンドの『ウィンチェスター大聖堂』に内在するウンパッパ・ファゴットなどである。1974年から1978年まで、イギリスの前衛バンド、ヘンリー・カウでリンジー・クーパーがファゴットを演奏した。レナード・ニモイの歌『ザ・バラッド・オブ・ビルボ・バギンズ』では、ファゴットが演奏されている。1970年代には、イギリスの中世/プログレッシブ・ロックバンド、グリフォンでBrian Gullandが演奏し、アメリカのバンド、アンブロージアではドラマーのBurleigh Drummondが演奏した。また、ベルギーのロック・イン・オポジション・バンド、ユニヴェル・ゼロはファゴットを使用していることでも知られている。
1990年代には、マドンナ・ウェイン・ゲイシーがオルタナティブ・メタル・バンド、マリリン・マンソンでファゴットを演奏した。エイミー・デフォーは、ペンシルバニア州ピッツバーグのインディー・ロック・バンド、Blogurtで「不機嫌そうに軽快なガレージ・ファゴット」と自称し、また、ザ・カーディガンズのドラマー、ベン・ラガーバーグは、バンドのアルバム『Emmerdale』のいくつかの曲でファゴットを演奏した。
より最近では、2010年にリリースされたジーズ・ニュー・ピューリタンズのアルバム『Hidden』ではファゴットを多用している。バンドの主要なソングライターであるジャック・バーネットは、このアルバムのレコーディングに向けて「ファゴットのためにたくさんの曲を書いている」と繰り返し主張した。2011年初頭、アメリカのヒップホップアーティスト、カニエ・ウェストが自身のツイッターを更新し、フォロワーに「最近、まだ名前の出ていない曲にファゴットを追加した」と知らせた。ロックバンド、ベター・ザン・エズラは、アーネスト・ヘミングウェイの『移動祝日』の中の一節から名前を取っている。ヘミングウェイは、エズラ・パウンドを参照して、迷惑なほど饒舌な人の話を聴くのは「ファゴットの演奏法を学んだエズラよりもまだ良い」と論評した。
イギリスのサイケデリック/プログレッシブ・ロック・バンド、ナイフワールドはChloe Herringtonによるファゴットの演奏を取り入れている。Heriingtonは実験的な室内ロック・オーケストラ、クローム・フーフにも参加している。
2016年、ファゴットはイギリスの "グライム" アーティスト、ストームジーのアルバム『Gang Signs and Prayers』で取り上げられた。イギリスのファゴット奏者ルイーズ・ワトソンが演奏したファゴットはアルバム中の「Cold」と「Mr Skeng」で聴かれ、このジャンルで典型的なエレクトロニック・シンセサイザーのベースラインを補完している。
オハイオ州クリーブランドを拠点とするインディーロック/ポップ/フォークバンド、Dr. Bones Revivalは、彼らの曲の多くにファゴットを取り入れている。

## 奏法

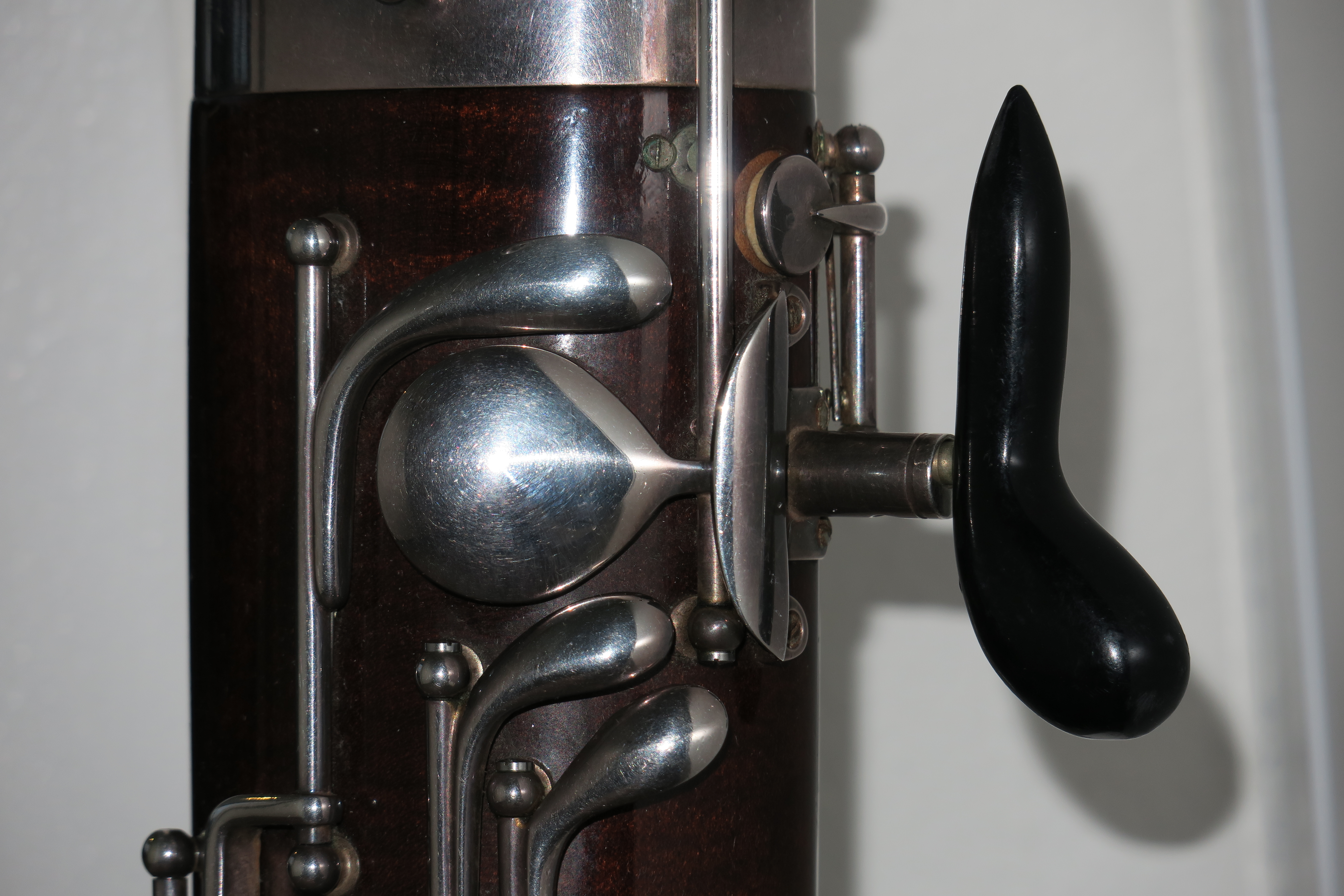
ファゴットに取り付けられているハンドレストの接写。背部から。

ファゴットは奏者の前で斜めに構えるが、フルートやオーボエ、クラリネットとは異なり、奏者の手だけでは簡単に支えることができない。通常、何らかの追加サポートが必要となる。最も一般的なものは、ブーツジョイントの底部に取り付けて座る前に椅子のシートの上に敷くシートストラップか、ブーツジョイントの最上部に取り付けられたネックストラップあるいはショルダーハーネスである。チェロやバスクラリネットに使われているものと同じようなスパイクがブーツジョイントの底部に取り付けられ、床の上に置かれていることもある。ネックストラップあるいは類似のハーネスを使用している場合や、シートストラップをベルトに縛り付けている場合は、立ったまま演奏することが可能である。立った状態で演奏する場合には、「バランスハンガー」」と呼ばれる装置を使用することもある。これは楽器とネックストラップの間に取り付けて、支持点を重心に近づけて両手間の体重配分を調整するものである。
ファゴットは両手を定位置（左手が右手より上）に置いて演奏する。前面には5つのメインキー（観客側）と6番目のキーがあり、後者はオープンスタンディングキーによって操作される。前面の5つの追加キーはそれぞれの手の小指で操作する。楽器の背面（奏者側）には、親指で操作する12個以上のキーがあり、正確なキーの数はモデルによって異なる。
右手を安定させるために、多くのファゴット奏者は「クラッチ（松葉杖）」またはハンドレストと呼ばれるコンマ形の調節可能な器具を使用する。クラッチはブーツジョイントにマウントされる。クラッチはつまみねじで固定されており、ファゴットから飛び出ている距離を調整することもできる。奏者は、右手の親指と掌がつながる箇所の曲面をクラッチに対して当てる。また、クラッチは右手が疲れるのを防ぎ、フィンガーホールやキーの上で指の腹を水平に保つことを可能にする。
他の木管楽器にはないファゴットの奏法に「フリッキング（フリック）」と呼ばれるものがある。フリッキングとは、ミドルオクターブの特定の音の初めに左手の親指でハイA、C、およびDキーを瞬間的に押す（フリッキングする）奏法であり、低い音からきれいなスラーを得ることができる。この奏法によって、使用しない時に発生するクラッキング（短い重音）を排除する。別の方法として、「ベンティング（ベント）」という方法があります。これは、音符の開始時に一時的に開く（フリッキングする）のではなく、レジスターキーを運指の一部として使用する（押しっぱなしにする）。この方法は「ヨーロピアンスタイル」と呼ばれることもある。ベンティングは調音をわずかに上げることができるので、高音域を合わせる時に好都合な場合がある。ファゴット奏者の中には、明瞭なアーティキュレーションのために、タンギングの際にAとBbをフリックする人もいるが、フリッキング（またはベンティング）は事実上はほぼスラーのために使われる。
フリッキングはより高い音にスラーでつなげるために使われるのに対して、ウィスパーキーはより低い音のために使われる。真ん中のCのすぐ下のA♭から、左手の親指でウィスパーキーを押して、音が持続している間はそのまま保つ。低音は高いオクターブに割れて（裏返って）しまうことがあるので、これによって割れ（クラッキング）を防ぐことができる。高音域と低音域の間のスラーで音を適切に発音するようにするためには、フリッキングとウィスパーキーの使用の両方が特に重要である。
通常、ファゴットは工場で厳密に調律されているが、にもかかわらず奏者は息の支え、アンブシュア、リードの性状により、音高のコントロールについての大きな自由度を持っている。また、奏者は、多くの音の音程を調整するために、替え指（代替の運指）を使用することもできる。他の木管楽器と同様に、ファゴットの長さは、音程を低くするために長くしたり、音程を高くするために短くしたりすることができる。ファゴットでは、ボーカルを異なる長さのものに変えることが望ましい（ボーカルには長さを示す番号がついていて、通常は0番が最も短く、3番が最も長いが、他の番号を使う製造会社もある）。しかし、ボーカルをわずかに押し込むまたは抜くことでピッチを大幅に調整することも可能である。

### アンブシュアと音の生成
ファゴットのアンブシュアは、朗々とした、丸く、豊かな音色を出すために非常に重要な要素である。唇は両方とも歯の上に丸め、上唇がさらに「出っ歯」に沿っていることが多い。唇はリードの全周に微弱な筋肉の圧力を加え、これによってイントネーションと倍音を大きく制御する。そのため、音が変化するたびに常にアンブシュアを調節しなければならない。唇をリードに沿ってどのくらいの位置に置くかは、音色（口の中のリードが少ないとよりエッジが効いた音になり、口の中のリードが多いと滑らかで押しの小さな音になる）とリードの圧力への応答の仕方の両方に影響する。
ファゴットのアンブシュアに使用される筋肉組織は、主に唇の周りにあり、リードに圧力をかけて、望む音を出すために必要な形状にする。顎を上げたり下げたりして口腔を調整することで、より良いリードコントロールができるようになる。しかし、顎の筋肉はシングルリードに比べて上向きの垂直方向の圧力にはあまり使われておらず、実質的に非常に高い音域でのみ使われる。しかしながら、ダブルリードを担当する生徒は、唇のやその他の部位の筋肉の制御がまだ発達中であるため、としばしばこれらの筋肉を使ってリードを「噛んで」しまう。しかし、これはリードの開口部を収縮させ、そのブレードの振動を押しとどめるので、一般的に鋭く、「詰まった」音になる。
適切なアンブシュアとは別に、生徒は横隔膜、喉、首、胸の上部の筋肉の調節と制御をしっかりと身につけなければならない。これらはすべて空気圧を高めたり方向付けたりするために使われる。空気圧は、ダブルリード楽器の音色、イントネーション、プロジェクションの非常に重要な要素であり、アンブシュアと同じくらい、あるいはそれ以上これらの質に影響を与える。
望ましいピッチのためには不正確な量の筋力や空気圧でファゴットの音をアタックすると、イントネーションが悪くなったり、クラッキング（割れ）または重音が発生したり、誤って不正確な部分音を出してしまったり、あるいはリードが全く音を出さなくなる。これらの問題は、リードの個々の品質によって悪化する。リードは内因性と外因性の理由から、振る舞いに一貫性がない。
筋肉の必要性とリードのばらつきは、ファゴット奏者（およびオーボエ奏者）が全てのリード、ダイナミクス、演奏環境にわたって一貫した制御ができるアンブシュアを身につけるには、ある程度の時間が必要なことを意味する。

### 現代の運指

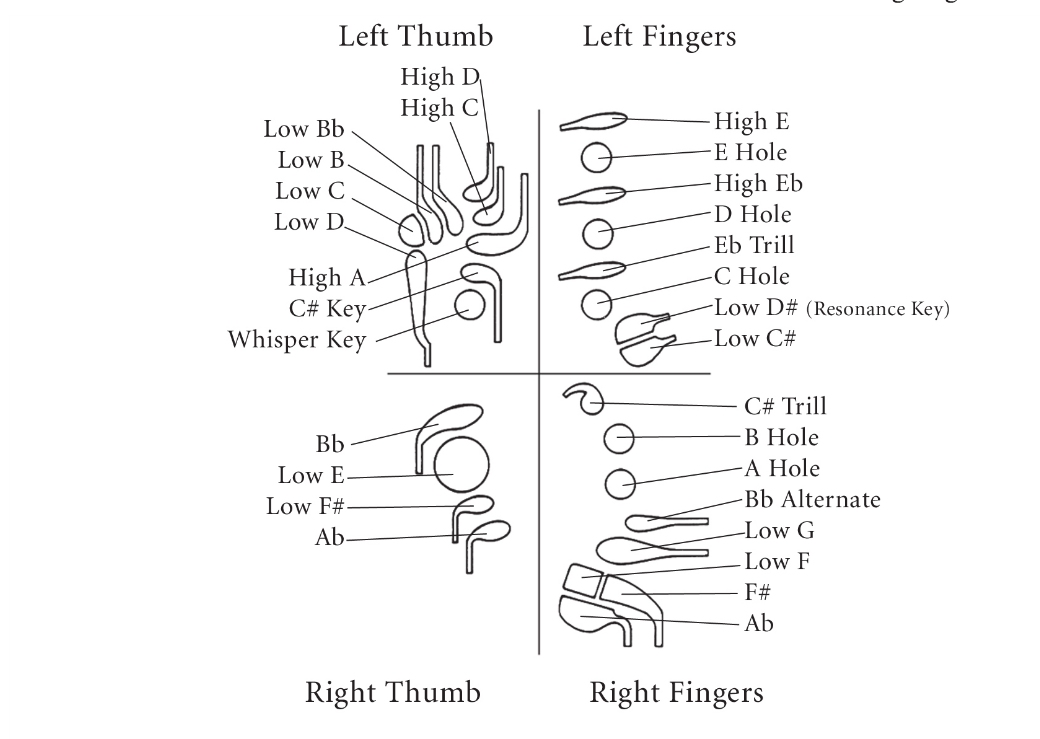
ファゴットのキーの説明図

ファゴットの運指法は、他のオーケストラの木管楽器の運指法よりも、奏者によって大きく違いがある。複雑な機構と音響学のため、ファゴットは良い音質（イントネーション）のための単純な運指を（特に高音域で）欠いている。逆に、高音域のためより優れた運指も豊富にあるが、これらは一般的により複雑でもある。典型的にはこういった音に対するより単純な運指は、代替またはトリル用の運指として使われ、ファゴット奏者は最適な音質のためには「完全な運指」または実行可能なより複雑な運指のいくつかを使用する。使用する運指はファゴット奏者に決定権があり、特定のパッセージについては、奏者に馴染むような新しい代替運指を探すために色々実験することもある。
これらの要素は、ファゴット奏者の間で「完全な」運指と代替運指の両方に大きな違いをもたらし、さらに、どのような音を求めるかという文化的な差、リードの作られ方、チューニング周波数の地域差（よりシャープな運指あるいはよりフラットな運指を必要とする）といった要因にも影響される。ファゴット奏者の奏法は特定の地域ではある程度統一されているが、世界的な規模では奏法が異なるため、2人のファゴット奏者が特定の音について運指が全く違うこともありうる。これらの要因により、ユビキタスなファゴット奏法は部分的にしか記号で表わすことができない。
左手親指は9つのキー［B♭1、B1、C2、D2、D5、C5（B4も）、組み合わせてA4を出す2つのキー、ウィスパーキー］を操作する。ウィスパーキーはF2からG♯3までとその他の特定の音を出す時に押さえるべきである。これは省略できるが、音程が不安定になる。左の親指キーで追加の音を作り出すことができる。テナージョイントのウィスパーキーの上のD2キーとボトムキーは一緒にC♯3とC♯を作り出す。E5とF5を作り出すためにも同じボトムテナージョイントキーが一緒に使われる。D5キーとC5キーは一緒にC♯5を作り出す。A4を作るためのテナージョイントの2つのキーを少し修正したブーツジョイントの運指と共に使うと、B♭4が作り出される。ウィスパーキーは、楽器の高音域全体の幾つかのポイントで、望むように音質を変化させるために他の運指と一緒に使用することもできる。
右手親指は4つのキーを操作する。一番上のキーはB♭2とB♭3を出すために使われ、またB4、F♯4、C5、D5、F5、およびE♭5でも使うことができる。「パンケーキ・キー」とも呼ばれる大きな円形のキーはE2からB♭1までの最低音域の全ての音で押さえられる。また、ウィスパーキーと同様に、音をミュート（弱音に）するための追加の運指でも使用される。例えば、ラヴェルの『ボレロ』では、ファゴットはG4でオスティナート（執拗反復）を演奏するように求められる。これは、G4の通常の運指で簡単に演奏できるが、ラヴェルはミュートのためにE2キー（パンケーキ・キー）を押すように指示している（これはビュッフェシステムを念頭に置いて書かれたものである。ビュッフェ式でのGの運指はBbキーを含む - ヘッケル式では「フランスの」Gと呼ばれることもある）。右手親指によって操作される次のキーは「スパチュラキー」と呼ばれる。これは主にF♯2とF♯3を出すために使われる。一番下のキーを使う機会は少ない。これはA♭2（G♯2）とA♭3（G♯3）を出すときに、右手の薬指を他の音からスライドさせるのを避けるために使われる。
左手の4本の指はそれぞれ2つのポジションを使い分けることができる。人差し指で通常操作されるキーは、主にE5のために使用され、また、低音域でのトリルにも使用される。その主な割り当ては、上の音孔（トーンホール）である。この孔は完全に閉じることもできるし、指を下げることによって部分的に閉じることもできる。この孔を半分塞ぐ技術はF♯3、G3、およびG♯3をオーバーブローするために使われる。中指は通常、テナージョイントの中央の音孔に留まる。また、E♭5もために使われるレバー（トリルキーでもある）にも移動できる。薬指は、ほとんどのモデルにおいて、1つのキーを操作する。ファゴットの中には、主にトリルのためにトーンホールの上に別のE♭キーを持つものもあるが、多くはない。小指はベースジョイント上の2つのサイドキーを操作する。下側のキーは通常C♯2のために使われるが、テナー音域の音をミュートまたはフラッターリングするために使うことができる。上側のキーはE♭2、E4、F4、F♯4、A4、B♭4、B4、C5、C♯5、およびD5のために使われる。このキーはG3をフラットさせ、A440といった低い音程でチューニングする多くの場所では標準的な運指である。
右手の4本の指はそれぞれ少なくとも1つの割り当てを持つ。人差し指は1つの孔の上に留まる。E♭5を演奏する時に、ブーツジョイントの最上部にあるサイドキーが使われるのは除く（このキーはDではシャープするにもかかわらず、C♯3トリルにも使われる）。中指は周りにリングがある孔の上で静止したままで、右手の小指がレバーを押すとこのリングや他のパッドが持ち上がる。薬指は下の薬指キーの飢えに静止したままである。ただし、上側の薬指キーは、一般的にはB♭2とB♭3のために、ブーツジョイントの前面にある一番上の親指キーの代わりに使用することができる。このキーはオーボエに由来しているが、一部のファゴットには備わっていない。これは、親指運指が実質的に普遍的なことが理由である。小指は3つのキーを操作する。最も後ろ（最も奏者に近い）キーは、低音域のほとんどで押される。このキーでF♯4を作ることもできますし、G4、B♭4、B4、C5を作ることもできる（後者の3つの音では、音程をフラットさせ安定させるためにもっぱらこのキーを用いる）。右手の小指用の一番下のキーは主にA♭2 (G♯2) とA♭3 (G♯3) のために使われるが、D5、E♭5、およびF5を改善するために使うこともできる。最前面のキーは、親指キーに加えて、G♭2とG♭3を作り出すために使われる。多くのファゴットでは、このキーは親指キーと異なる音孔を操作し、わずかにフラットしたF♯を生み出す（「重複したF♯」）。ある奏法では一方を両方のオクターブのための標準として、もう一方を実用性のために使用するが、別の奏法では低音のために親指キーを、高音には薬指を使用する。

### 拡張奏法
多重奏法、フラッタータンギング、循環呼吸、ダブルタンギング、倍音奏法といった多くの拡張奏法をファゴットで演奏することができる。ファゴットの場合、フラッタータンギングは、従来の巻き舌の方法と同様に、喉の奥で「うがい」をすることで達成することができる。ファゴットの多重奏法は豊富にあり、特定の代替運指を使用することで実現できるが、一般的にはアンブシュアの位置に大きく影響されます。また、ここでも特定の運指を使用すると、楽器の実際の音域よりも低い音程の音が出ることがある。このような音は、非常にしゃがれていて、音程がはずれているように聞こえるが、技術的には低いB♭よりも低く聞こえる。
ファゴット奏者は、ベルの長さを延長することで、下のB♭よりも低い音を出すこともできる。これは、特製の「ローAエクステンション」をベルに挿入することで実現できるが、小さな紙あるいはゴムの管、あるいはファゴットのベルの内側にクラリネット/コールアングレのベルを置くことでも実現できる（ただし音はシャープになりがち）。この効果によって低いB♭がより低い音、ほとんどの場合はAナチュラルに変換される。これは、楽器の音程を広範に下げる（低音域で最も顕著）。また、その結果として、最も低いBがB♭に変換されることが多い（そして隣のCは非常にフラットする）。低いAを使用する着想はリヒャルト・ワーグナーによって始められた。ワーグナーはファゴットの音域を拡張することを望んだ。ワーグナーの後期のオペラの多くのパッセージは低いAとそのすぐ上のB♭を必要とする。これはエクステンションを使うことで可能になるが、全てのベルエクステンションは楽器の最低音域のイントネーションと音質に著しい影響を与え、こうようなパッセージは大抵はコントラファゴットによって比較的容易に実現される。
ファゴットの中には、ファゴット奏者が似たようなパッセージを実現できるように特別に作られたものもある。これらのファゴットは、低いAと低いB♭の両方のためのキーを持つ拡張ベルである「ワーグナー・ベル」が付いているが、普及はしていない。ワーグナーベル付きのファゴットはよく目にするAエクステンション付きのファゴットと同様のイントネーション問題に悩まされる。この問題に対応するためにファゴットを特注しなければならないため、エクステンションを使用したほうがはるかに複雑でない。Aよりもさらに下にファゴットの音域を拡張うることは、可能であるものの、音程への影響がさらに強くなり、楽器が事実上使用に適さなくなる。低いA音のロジスティックな難しさにもかかわらず、ワーグナーが低いAを書いた唯一の作曲家ではなかった。グスタフ・マーラーは、半音階で低いAに下がるファゴットの譜面を書いた。リヒャルト・シュトラウスもオペラ『インテルメッツォ』で低いAを要求した。いくつかの作品でも任意で低いAがある。カール・ニールセンの『木管五重奏曲』op. 43、最後のカデンツァが任意の低いAを含む。

### ファゴットの習得
込み入った運指とリードの問題により、ファゴットは他の木管楽器のいくつかよりも学ぶのが挑戦的な楽器となっている。費用も、ファゴットを目指すかどうか個人が決断するうえでの大きな要因である。価格は7千米ドルから、高品質の楽器では4万5千米ドルにわたる。北米では、児童は通常、クラリネットやサクソフォーンといった他のリード楽器を始めた後にファゴットを手にする。

## ファゴットのための作品
協奏曲についてはファゴット協奏曲を参照。
- テレマン：ファゴットソナタ ヘ短調
- モーツァルト：ファゴットとチェロのためのソナタ 変ロ長調K.292
- サン＝サーンス：ファゴットソナタ ト長調
- プーランク：
  - クラリネットとファゴットのためのソナタ
  - ピアノ、オーボエとファゴットのための三重奏曲
- ストラヴィンスキー：2つのファゴットのための無言歌
- グレン・グールド：バスーンとピアノのためのソナタ 高名なピアニストの手による作品。3楽章からなるソナタ形式。録音もされている。

## ファゴットが印象的な作品
- モーツァルト：レクイエム

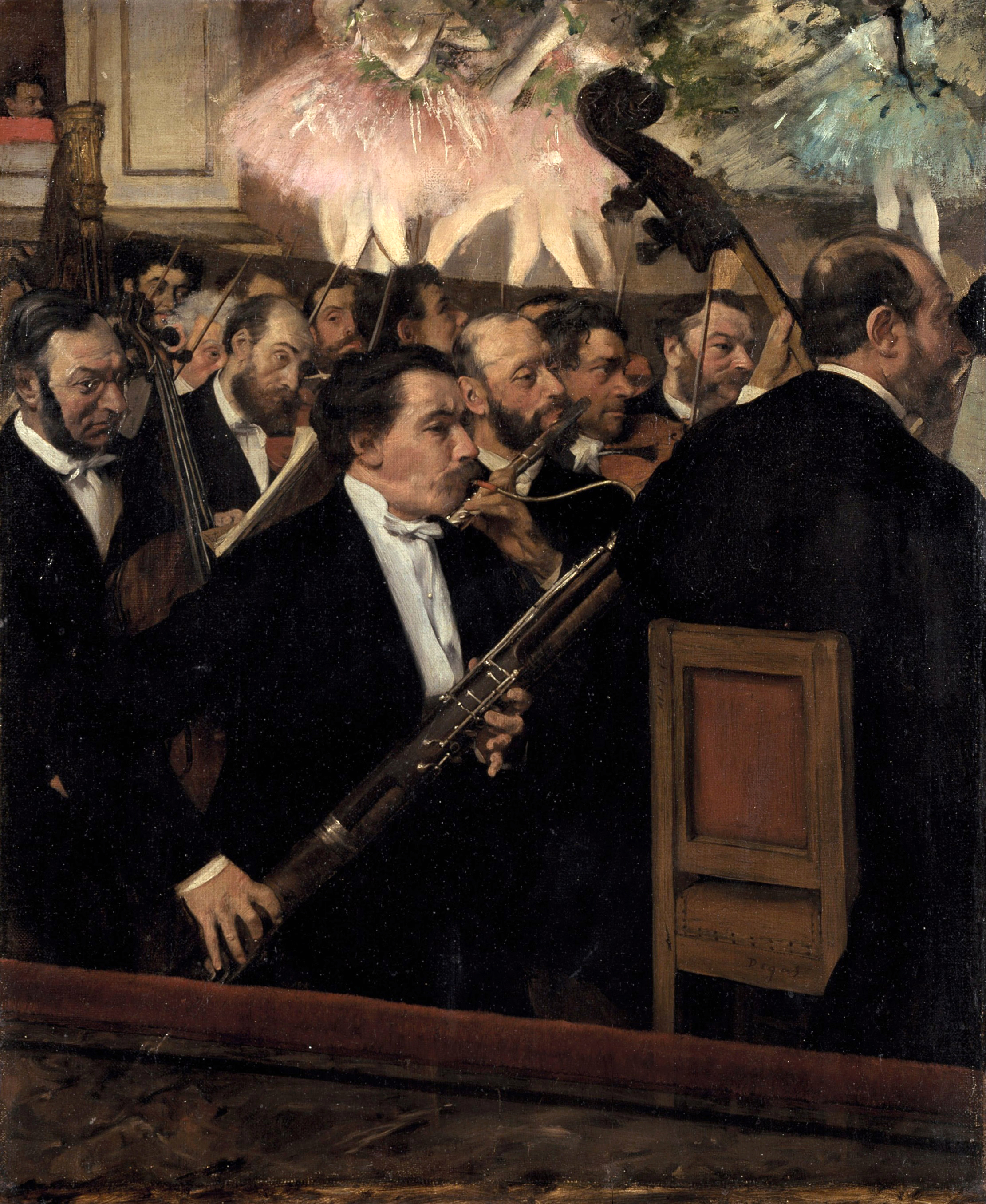
『オペラ座のオーケストラ』
エドガー・ドガ作 （1868年）

- ベートーヴェン：交響曲第4番、第9番、ヴァイオリン協奏曲
- ベルリオーズ：「幻想交響曲」第4、5楽章
- チャイコフスキー：
  - 交響曲第2番「ウクライナ」、第3番「ポーランド」、第4番、第5番、第6番「悲愴」第1楽章冒頭
  - 管弦楽組曲第1番、バレエ音楽「白鳥の湖」 - 「四羽の白鳥たちの踊り」
- ビゼー：オペラ「カルメン」 - 「アルカラの竜騎兵」
- リムスキー＝コルサコフ：交響組曲「シェエラザード」第2楽章
- デュカス：交響詩「魔法使いの弟子」
- マーラー：交響曲第5番、第9番
- ストラヴィンスキー：バレエ音楽「春の祭典」、組曲「火の鳥」
- プロコフィエフ：管弦楽曲 「ピーターと狼」 登場者の「おじいさん」を受け持ち、ライトモティーフを奏する。
- ホルスト：大管弦楽のための組曲「惑星」天王星、魔術師 、 日本組曲、前奏曲漁師の歌
- ラヴェル：ボレロ、古風なメヌエット、ピアノ協奏曲、道化師の朝の歌、スペイン狂詩曲
- ヴェルディ：レクイエム
- ショスタコーヴィチ：交響曲第9番

## 主なメーカー
- 日本
  - ヤマハ
  - タケダバスーン
- ドイツ
  - ライツィンガー
  - アドラー
  - ソノーラ - アドラー社と合併
  - シュライバー
  - ピュヒナー
  - ヘッケル
  - モースマン
  - モーレンハウエル（ドイツ語版）
  - ヴァルター
  - ヴォルフ
  - メーニッヒ
- フランス
  - ビュッフェ・クランポン
- アメリカ
  - フォックス
- チェコ
  - アマティ